# Falabella TV
Falabella TV (anteriormente llamado Club Falabella TV) fue un programa de televisión chileno, de tipo infomercial perteneciente al Grupo Falabella, programa que comenzó en 2006 y culminó el 31 de diciembre de 2020. Fue emitido por varias señales: UCV Televisión/TV+, Más Canal 22, Teletrak TV, Mega, Telecanal, entre otras. 
La duración de los segmentos de venta del programa era de 10 minutos aproximado, sin embargo en la mayoría de los canales que transmitieron Falabella TV, transmitían varios bloques que duraron en algunos años hasta las ocho horas continuas de transmisión.

## Presentadores

### Presentadores[2]
- Paola Falcone (2006-2020)
- María Luisa Godoy (2012-2018)
- Rodrigo Díaz (2009-2020)
- Gabriela Zambrano (2009-2015)
- Rodrigo Guendelman (2011-2020)
- Carolina Correa (2012-2020)
- Adriana "Títi" Aguayo (2012-2020)
- Marisol Pérez Stephens (2010-2020)

### Otros presentadores
- Virginia Demaria
- Álvaro Garcia
- Branko Karlezi
- Francisca Opazo

### Modelos
- Faryde Kaid
- Camila Mainz Sanhueza
- Nicole Sanz
- Mey Santamaría

### Locutores
- Luis Alejandro Rojas
- Jaime Davagnino
- Pablo Molinet Gálvez

## Transmisión
- UCV Televisión/TV+ (2006-2020): de Lunes a Domingo de 08:00 a 12:00 hrs.
- Mas Canal 22 (2006-2012): de Lunes a Domingo de 19:00 a 21:00 hrs.
- Teletrak TV (2006-2012): de Lunes a Domingo de 00:00 a 07:00 hrs.
- Mega (2013): Sábados y Domingos de 07:00 a 08:00 hrs.
- Telecanal (2018-2020): de Lunes a Domingo de 14:00 a 16:00 hrs.
- Canal 100 de VTR (2008-2020):[3] Señal 24/7.
- Canal 40 de Gtd (2010-2020):[3] Señal 24/7.
- Canal 40 de Telsur (2010-2020):[3] Señal 24/7.
- Movistar IPTV[3]